# 東急デハ20形電車
東急デハ20形電車（とうきゅうデハ20がたでんしゃ）は東京急行電鉄の軌道線（旧・玉川電気鉄道線）で使用されていた木造ボギー電動車である。

## 概要
玉電31号形同様、1925年三軒茶屋駅～下高井戸駅開通に伴い、蒲田車両で10両新造された玉電最後の木造ボギー車である。竣功当時は36号形と称し、車両構造は31号形と同様だが、前後オープンデッキでありながら中引扉を持っていたのが特徴である。
東京横浜電鉄に吸収合併→東京急行電鉄（大東急）発足によりデハ20形と改番。戦後、集電装置をダブルポールからビューゲルに換装、22を除き車体延長、運転台の高床化、といった改良が施された。
デハ1形と共に木造ボギー車であるため、試験的にデハ80形の設計に基づき鋼体化が行われデハ87となった。この好結果を受けて、1954年以降残りのデハ1・20形木造車が同様に鋼体化された。1945年箱根登山鉄道小田原市内線に譲渡された25 - 27号を除くデハ20形は1955年までに廃車され、80形の103 - 108号となっている。
箱根登山鉄道に譲渡された3両は軌道線廃止後、鋼体化のうえ長崎電気軌道に譲渡され、150形153 - 155号となったが、1200形等の増備で廃車されている。（旧王子電気軌道の同系151は事業用等に在籍している。）
なお、80形となった旧デハ20形の7両のうち87・103・108号は1969年5月11日の玉川線廃止と共に廃車。104 - 107号は二代目の87 - 90号と改番されたものの、廃止の翌年1970年に江ノ島鎌倉観光〔現：江ノ島電鉄〕に譲渡された。同社の600形（601 - 604）となって使用されたが1990年までに廃車となり、601（旧東急104号→2代目デハ87号）が世田谷線宮の坂駅脇に静態保存されている。